# Higashi-Matsushima
Higashi-Matsushima (jap. 東松島市 Higashi-Matsushima-shi; Wschodnia Matsushima) – miasto w Japonii (prefektura Miyagi), na wyspie Honsiu (Honshū), nad Oceanem Spokojnym. 
Ma powierzchnię 101,30 km². W 2020 r. mieszkało w nim 39 098 osób, w 14 433 gospodarstwach domowych  (w 2010 r. 42 903 osoby, w 13 982 gospodarstwach domowych) .

## Położenie
Miasto leży w centralnej części prefektury Miyagi. Od południa oblewane jest przez wody zatoki Ishinomaki. Wyspa Miyato-jima połączona jest mostem z południową częścią miasta.
Higashi-Matsushima graniczy z miastami: Matsushima, Ishinomaki, Misato.

## Historia
Miasto Higashi-Matsushima zostało utworzone z trzech jednostek administracyjnych w ramach wielkiej reformy łączenia w 2005 roku. Nowe miasto otrzymało status rangi -shi (市).

## Transport

### Kolejowy
- Japońska Kolej Wschodnia
  - Linia Ishinomaki
  - Linia Senseki

### Drogowy
- Autostrada Sanriku
- Drogi krajowe nr 45, 108, 348.